# ドリームワークス
ドリームワークス・ピクチャーズ（DreamWorks Pictures）は、アメリカの映画会社、製作会社である。ドリームワークスSKG（DreamWorks SKG）、ドリームワークス・スタジオス（DreamWorks Studios）、またドリームワークス（DreamWorks）としても知られる。
1994年10月12日、ディズニーの製作部門のトップであったジェフリー・カッツェンバーグが、会長であったマイケル・アイズナーに対して事故死したフランク・ウェルズ社長の後任へ自薦したのを断られたのをきっかけに退社し、映画監督のスティーヴン・スピルバーグ、レコード会社経営者のデヴィッド・ゲフィンを誘って設立した。「SKG」は3人の設立者の頭文字をとったものである。ちなみに『アミスタッド』以降すべてのスピルバーグ監督作品を制作していた（一部は他社との合作にあたる）が、2008年の『インディ・ジョーンズ/クリスタル・スカルの王国』以降のスピルバーグは、アンブリン・エンターテインメントやルーカスフィルムで制作を行うこともある。
2005年12月、創設者はスタジオをパラマウント・ピクチャーズの親会社であるバイアコムに売却することに合意した。取引は2006年2月に完了した。2008年、ドリームワークスはパラマウントとのパートナーシップを終了する意向を発表し、インドのリリライアンス・ADA・グループと映画を制作する契約を結び、ドリームワークス・ピクチャーズを独立した組織として再作成した。翌年、ドリームワークスはウォルト・ディズニー・スタジオ・モーション・ピクチャーズと配給契約を締結した。ディズニーはタッチストーン・ピクチャーズを通じてドリームワークスの映画を配給し、契約は2016年8月まで続いた。2016年10月以降、ドリームワークスの映画はユニバーサル・ピクチャーズによって販売および配給されている。
ドリームワークス・ピクチャーズは、以前の同名のアニメーション部門とは別会社である。2004年にスピンオフし、2016年にNBCユニバーサルの子会社になっている。ドリームワークス・ピクチャーズの会社は、ドリームワークス・アニメーションからのライセンスに基づいて元のドリームワークスの商標を引き続き使用している。

## 歴史

### ドリームワークスSKG設立
ヒット作は出るものの、現代の映画会社の経営が過去の作品の映像ソフト化やテレビ放映権収入に多くを依存しているのに対し、同社は過去のストックが少ないために経営状態は苦しく、財務体質の改善を目的として、2003年には音楽部門であるドリームワークス・レコードをユニバーサルミュージックに売却。2004年10月27日にはアニメ部門をドリームワークス・アニメーションSKGとして分社化し、ニューヨーク証券取引所に株式上場した（これにより、共同創設者だったジェフリー・カッツェンバーグも退社し、ドリームワークス・アニメーションSKGのCEOに就任した）。

### パラマウント傘下の時代
さらに、2005年12月には、バイアコム傘下のパラマウント・ピクチャーズが16億ドルでドリームワークス自体の買収を発表（2006年2月1日に正式合意）。
ところが、2007年にはバイアコムのフィリップ・ドーマンCEOが「スピルバーグ監督は不要」と発言し、両者の関係は険悪化。

### リライアンスとスピルバーグの合弁会社
2008年9月22日、スピルバーグはインドのコングロマリットであるリライアンス・ADA・グループと、JPモルガン・チェース証券がメインとした複数の銀行からの出資を受け、元・パラマウント映画社長ステイシー・スナイダーと共にパラマウント映画から独立し、スナイダーがCEOに就任した。しかし、この分離・独立の時期がリーマン・ショックと重なったため、当初はリライアンス・ADA・グループから5億5000万ドル、銀行から7億5000万ドルの計13億ドルを調達するはずだった計画が、リライアンスからの出資3億2500万ドル、銀行からも同額の3億2500万ドルの計6億5000万ドルの出資となってしまった。
2009年2月9日にはディズニーとの配給契約を締結し、2011年公開の『アイ・アム・ナンバー4』から実写作品の配給が開始された。ただし、アニメーション作品はこの契約には含まれず、2012年までパラマウントとの契約を継続するほか、実写作品についてもパラマウントとの共同製作および配給されるものもある。
先述のリーマン・ショックによる影響のため、2012年の年明けには資金が底をついて新作の企画開発が遅れていたが、2012年4月11日にインドのリライアンス・エンターテインメントから新たな出資契約を取りつけたと報じた。詳細な契約内容は明らかにされていないが、ドリームワークスは今後も年間3～5本を製作する予定。

## 日本での配給会社の変遷
設立当初、日本における配給はUIPを通して上映され、ビデオ・DVDはCIC・ビクター ビデオ株式会社、2001年からはユニバーサル・ピクチャーズ・ジャパン株式会社によって発売されていた。
2004年に角川ホールディングスが同社との提携を発表した結果、ドリームワークス関連事業を角川グループが独占できるようになった。映画配給はアスミック・エース エンタテインメントが、DVD販売は角川エンタテインメントがそれぞれ担当している（角川エンタテインメントが販売する作品はアスミックなどが発売する方式をとっているが、ドリームワークス作品のみ一社発売、販売体制をとっている。ドリームワークス設立当初に製作された作品に関しても、徐々にユニバーサルから角川に発売・販売権が移行された。）。その後は実写映画を角川映画が、アニメをアスミックがそれぞれ配給する役割分担が行われ、角川エンタテインメントとの共同配給での公開となった。
バイアコムの買収により、日本でも2008年11月以降の作品はパラマウント ピクチャーズ ジャパン（パラマウント ジャパンの配給部門）配給で公開されており、DVDの発売・販売権も2009年4月10日発売分からパラマウント ジャパンへと移行した。しかし、実写作品はディズニーとの提携により、2010年以降ウォルト ディズニー スタジオ モーション ピクチャーズ ジャパン配給に変更された。但し、ディズニー配給前の作品のソフト化はパラマウントが引き続き担当し、同社の日本法人解散後はNBCユニバーサル・エンターテイメントジャパンに引き継がれていたが、2025年3月3日、パラマウント・グローバルの子会社であるパラマウント・ピクチャーズ インターナショナル・リミテッドが、ハピネット（ハピネット・メディアマーケティング）とビデオグラム包括ライセンス契約を締結し、同年7月1日より、ビデオソフトの製造・販売事業をハピネット・メディアマーケティングに移管した。
その一方、アニメ作品は『マダガスカル3』を最後に日本での劇場公開が途絶えており、全世界の中でも日本のみ劇場公開を見送られて、『ガーディアンズ 伝説の勇者たち』、『クルードさんちのはじめての冒険』、『ターボ』、『天才犬ピーボ博士のタイムトラベル』、『ホーム 宇宙人ブーヴのゆかいな大冒険』、『トロールズ』ではビデオスルーとなる事態が続いていた。アニメ作品の配給を担当していた20世紀フォックスの日本法人は、2010年代に入るとアニメ映画の日本公開に消極的な傾向となり、日本で公開実績のある作品の続編であっても未公開または限定上映となっていた。2015年3月19日には『ヒックとドラゴン2』が東京アニメアワードフェスティバル2015で初公開後、全国各地で無料イベントとして上映された。2015年11月14日には『ペンギンズ FROM マダガスカル ザ・ムービー』がシネプレックスで限定上映された。『カンフー・パンダ3』も当初は2016年夏に劇場公開予定にあったが、Netflixによるネット独占配信を経て、2017年8月26日にBlu-ray・DVDが発売された。最終的に20世紀フォックス映画配給によるドリームワークス作品の劇場公開は実現しなかった。その後、東宝東和とギャガが共同配給契約を結び、2019年以降のDWA制作の全作品が日本でも劇場配給される事を発表した。一方、2025年公開の『ヒックとドラゴン』は、『ボス・ベイビー』以来、東宝東和単独での配給となる。
アニメ映画のソフト発売・販売権も、2013年11月20日発売分以降は20世紀フォックス ホーム エンターテイメント ジャパンと移行し、その後、『ボス・ベイビー』からは東宝東和が配給する（アメリカでは『スーパーヒーロー・パンツマン』まで20世紀フォックスが配給。）。2016年4月28日、米ケーブル大手コムキャストは、ドリームワークス・アニメーションを約38億ドルで買収すると発表し、NBCユニバーサルグループの傘下に加わることになり、アニメ映画のソフト発売・販売権も、2018年2月2日発売分以降はNBCユニバーサル・エンターテイメントジャパンに引き継がれていたが、2025年1月20日、NBCユニバーサル・エンターテイメントジャパンが、ハピネット（ハピネット・メディアマーケティング）とビデオグラム包括ライセンス契約を締結し、同年7月1日より、（一部のビデオグラム化権を保有する作品を除く）ビデオソフトの製造・販売事業をハピネット・メディアマーケティングに移管した。
2023年9月8日に劇場公開された『ドラキュラ/デメテル号最期の航海』が興行的に失敗したことで、2024年12月13日からNetflixで配信された『セキュリティ・チェック』以降のドリームワークスの実写作品はアンブリン・エンターテインメントの傘下で公開され、日本でのドリームワークスの実写・アニメ作品の独立に伴い、ドリームワークス・アニメーションは2025年以降のDWA制作の全作品を引き継いだ。

## 映画作品
| 年   | 題名                                                                                         | 種類           | 備考 |
| ---- | -------------------------------------------------------------------------------------------- | -------------- | --- |
| 1997 | ピースメーカー The Peacemaker                                                                | 実写           | |
| 1997 | アミスタッド Amistad                                                                         | 実写           | |
| 1997 | マウス・ハント Mousehunt                                                                     | 実写           | |
| 1998 | ポーリー Paulie                                                                              | 実写           | |
| 1998 | ディープ・インパクト Deep Impact                                                             | 実写           | （共同製作：パラマウント・ピクチャーズ）                                                                                   |
| 1998 | スモール・ソルジャーズ Small Soldiers                                                        | 実写           | （ユニバーサル・ピクチャーズ）                                                                                             |
| 1998 | プライベート・ライアン Saving Private Ryan                                                   | 実写           | （パラマウント・ピクチャーズ）                                                                                             |
| 1998 | アンツ Antz                                                                                  | アニメーション | |
| 1998 | プリンス・オブ・エジプト The Prince of Egypt                                                 | アニメーション | |
| 1999 | イン・ドリームス 殺意の森 In Dreams                                                          | 実写           | |
| 1999 | 恋は嵐のように Forces of Nature                                                              | 実写           | |
| 1999 | ラブ・レター The Love Letter                                                                 | 実写           | |
| 1999 | ホーンティング The Haunting                                                                  | 実写           | |
| 1999 | アメリカン・ビューティー American Beauty                                                     | 実写           | |
| 1999 | ギャラクシー・クエスト Galaxy Quest                                                          | 実写           | |
| 2000 | エル・ドラド 黄金の都 The Road to El Dorado                                                  | アニメーション | |
| 2000 | グラディエーター Gladiator                                                                   | 実写           | （ユニバーサル・ピクチャーズ）                                                                                             |
| 2000 | ロード・トリップ Road Trip                                                                   | 実写           | |
| 2000 | おいしい生活 Small Time Crooks                                                               | 実写           | |
| 2000 | チキンラン Chicken Run                                                                       | アニメーション | （アードマン・アニメーションズ）                                                                                           |
| 2000 | ホワット・ライズ・ビニース What Lies Beneath                                                 | 実写           | （20世紀フォックス） |
| 2000 | あの頃ペニー・レインと Almost Famous                                                         | 実写           | （コロンビア ピクチャーズ）                                                                                                |
| 2000 | ミート・ザ・ペアレンツ Meet the Parents                                                      | 実写           | （共同製作：ユニバーサル・ピクチャーズ）                                                                                   |
| 2000 | ザ・コンテンダー The Contender                                                               | 実写           | |
| 2000 | バガー・ヴァンスの伝説 The Legend of Bagger Vance                                            | 実写           | （20世紀フォックス） |
| 2000 | ヨセフ物語 〜夢の力〜 Joseph: King of Dreams                                                 | アニメーション | （Direct to Video） |
| 2000 | キャスト・アウェイ Cast Away                                                                 | 実写           | （共同製作：20世紀フォックス）                                                                                             |
| 2000 | ピース・ピープル An Everlasting Piece                                                        | 実写           | （コロンビア ピクチャーズ）                                                                                                |
| 2000 | Walk the Talk                                                                                | 実写           | （Direct to Video） |
| 2001 | ザ・メキシカン The Mexican                                                                   | 実写           | （共同製作：ニューマーケット・フィルムズ）                                                                                 |
| 2001 | シュレック Shrek                                                                             | アニメーション | |
| 2001 | エボリューション Evolution                                                                   | 実写           | （コロンビア ピクチャーズ）                                                                                                |
| 2001 | A.I. A.I.: Artificial Intelligence                                                           | 実写           | （共同製作：ワーナー・ブラザース）                                                                                         |
| 2001 | スコルピオンの恋まじない 'The Curse of the Jade Scorpion                                     | アニメーション | |
| 2001 | ラスト・キャッスル The Last Castle                                                           | 実写           | |
| 2001 | ビューティフル・マインド A Beautiful Mind                                                    | 実写           | （共同製作：ユニバーサル・ピクチャーズ）                                                                                   |
| 2002 | タイムマシン The Time Machine                                                                | 実写           | （ワーナー・ブラザース）                                                                                                   |
| 2002 | さよなら、さよならハリウッド Hollywood Ending                                                | 実写           | |
| 2002 | きれいな涙 スピリット Spirit: Stallion of the Cimarron                                       | アニメーション | |
| 2002 | マイノリティ・リポート Minority Report                                                       | 実写           | （共同製作：20世紀フォックス）                                                                                             |
| 2002 | ロード・トゥ・パーディション Road to Perdition                                               | 実写           | （20世紀フォックス） |
| 2002 | タキシード The Tuxedo                                                                        | 実写           | |
| 2002 | ザ・リング The Ring                                                                          | 実写           | |
| 2002 | キャッチ・ミー・イフ・ユー・キャン Catch Me If You Can                                       | 実写           | |
| 2003 | バイカーボーイズ Biker Boyz                                                                  | 実写           | |
| 2003 | アダルト♂スクール Old School                                                                 | 実写           | |
| 2003 | ヒップホップ・プレジデント Head of State                                                     | 実写           | |
| 2003 | 千年女優 Millennium Actress                                                                  | アニメーション | （日本アニメ製作：マッドハウス、米国配給：ゴー・フィッシュ・ピクチャーズ）                                                 |
| 2003 | シンドバッド 7つの海の伝説 Sinbad: Legend of the Seven Seas                                  | アニメーション | |
| 2003 | シービスケット Seabiscuit                                                                    | 実写           | （共同製作：ユニバーサル・ピクチャーズ、スパイグラス・エンターテインメント）                                               |
| 2003 | 僕のニューヨークライフ Anything Else                                                         | 実写           | |
| 2003 | ハットしてキャット The Cat in the Hat                                                        | 実写           | （共同製作：ユニバーサル・ピクチャーズ）                                                                                   |
| 2003 | 砂と霧の家 The House of Sand and Fog                                                         | 実写           | |
| 2003 | ペイチェック 消された記憶 Paycheck                                                           | 実写           | （共同製作：パラマウント・ピクチャーズ）                                                                                   |
| 2004 | アイドルとデートする方法 Win a Date with Tad Hamilton!                                       | 実写           | |
| 2004 | ユーロトリップ EuroTrip                                                                      | 実写           | |
| 2004 | 隣のリッチマン Envy                                                                          | 実写           | （コロンビア ピクチャーズ）                                                                                                |
| 2004 | シュレック2 Shrek 2                                                                          | アニメーション | （配給のみ、共同製作：ドリームワークス・アニメーション）                                                                   |
| 2004 | ステップフォード・ワイフ The Stepford Wives                                                  | 実写           | （1975年の映画をリメイク、共同製作：パラマウント・ピクチャーズ）                                                           |
| 2004 | ターミナル The Terminal                                                                      | 実写           | |
| 2004 | 俺たちニュースキャスター Anchorman: The Legend of Ron Burgundy                               | 実写           | |
| 2004 | コラテラル Collateral                                                                        | 実写           | （パラマウント・ピクチャーズ）                                                                                             |
| 2004 | シャーク・テイル Shark Tale                                                                  | アニメーション | （共同製作：ドリームワークス・アニメーション）                                                                             |
| 2004 | イノセンス Innocence: Ghost in the Shell 2                                                   | アニメーション | （日本アニメ製作：Production I.G、米国配給：ゴー・フィッシュ・ピクチャーズ）                                               |
| 2004 | レモニー・スニケットの世にも不幸せな物語 Lemony Snicket's A Series of Unfortunate Events     | 実写           | （共同製作：パラマウント・ピクチャーズ、ニコロデオン・ムービーズ）                                                         |
| 2004 | 恋のクリスマス大作戦 Surviving Christmas                                                     | 実写           | |
| 2004 | ミート・ザ・ペアレンツ2 Meet the Fockers                                                     | 実写           | （共同製作：ユニバーサル・ピクチャーズ）                                                                                   |
| 2005 | ザ・リング2 The Ring Two                                                                     | 実写           | |
| 2005 | マダガスカル Madagascar                                                                      | アニメーション | （配給のみ、共同製作：ドリームワークス・アニメーション）                                                                   |
| 2005 | 宇宙戦争 War of the Worlds                                                                   | 実写           | （共同製作：パラマウント・ピクチャーズ、アンブリン・エンターテインメント）                                                 |
| 2005 | アイランド The Island                                                                        | 実写           | （ワーナー・ブラザース）                                                                                                   |
| 2005 | パニック・フライト Red Eye                                                                   | 実写           | |
| 2005 | 恋人はゴースト Just like Heaven                                                              | 実写           | |
| 2005 | ウォレスとグルミット 野菜畑で大ピンチ! Wallace & Gromit: The Curse of the Were-Rabbit        | アニメーション | （配給のみ、共同製作：ドリームワークス・アニメーション、アードマン・アニメーションズ）                                     |
| 2005 | The Prize Winner of Defiance, Ohio                                                           | 実写           | |
| 2005 | 夢駆ける馬ドリーマー Dreamer                                                                 | 実写           | |
| 2005 | SAYURI Memoirs of a Geisha                                                                   | 実写           | （共同製作：コロンビア ピクチャーズ、スパイグラス・エンターテインメント）                                                  |
| 2005 | ミュンヘン Munich                                                                            | 実写           | （共同製作：ユニバーサル・ピクチャーズ）                                                                                   |
| 2005 | マッチポイント Match Point                                                                   | 実写           | |
| 2006 | アメリカン・ピーチパイ She's the Man                                                         | 実写           | （レイクショア・エンターテインメント）                                                                                     |
| 2006 | 森のリトル・ギャング Over the Hedge                                                          | アニメーション | （パラマウント・ピクチャーズを通しての配給のみ、共同製作：ドリームワークス・アニメーション）                               |
| 2006 | ラストキス The Last Kiss                                                                     | 実写           | （配給のみ、レイクショア・エンターテインメント）                                                                           |
| 2006 | 父親たちの星条旗 Flags of Our Fathers                                                        | 実写           | （ワーナー・ブラザース）                                                                                                   |
| 2006 | マウス・タウン ロディとリタの大冒険 Flushed Away                                             | アニメーション | （パラマウント・ピクチャーズを通しての配給のみ、共同製作：ドリームワークス・アニメーション、アードマン・アニメーションズ） |
| 2006 | ドリームガールズ Dreamgirls                                                                  | 実写           | （パラマウント・ピクチャーズ）                                                                                             |
| 2006 | 硫黄島からの手紙 Letters from Iwo Jima                                                       | 実写           | （ワーナー・ブラザース）                                                                                                   |
| 2006 | パフューム ある人殺しの物語 Perfume: The Story of a Murderer                                 | 実写           | （配給のみ） |
| 2007 | マッド・ファット・ワイフ Norbit                                                              | 実写           | |
| 2007 | 俺たちフィギュアスケーター Blades of Glory                                                   | 実写           | （MTVフィルムズ） |
| 2007 | ディスタービア Disturbia                                                                     | 実写           | |
| 2007 | シュレック3 Shrek the Third                                                                  | アニメーション | （パラマウント・ピクチャーズを通しての配給のみ、共同製作：ドリームワークス・アニメーション）                               |
| 2007 | トランスフォーマー Transformers                                                              | 実写           | （パラマウント・ピクチャーズ）                                                                                             |
| 2007 | 悲しみが乾くまで Things We Lost in the Fire                                                  | 実写           | |
| 2007 | ビー・ムービー Bee Movie                                                                     | アニメーション | （パラマウント・ピクチャーズを通しての配給のみ、共同製作：ドリームワークス・アニメーション）                               |
| 2007 | スウィーニー・トッド フリート街の悪魔の理髪師 Sweeney Todd: The Demon Barber of Fleet Street | 実写           | （ワーナー・ブラザース）                                                                                                   |
| 2008 | パラサイト・バイティング 食人草 The Ruins                                                    | 実写           | |
| 2008 | カンフー・パンダ Kung Fu Panda                                                               | アニメーション | （パラマウント・ピクチャーズを通しての配給のみ、共同製作：ドリームワークス・アニメーション）                               |
| 2008 | トロピック・サンダー/史上最低の作戦 Tropic Thunder                                           | 実写           | （パラマウント・ピクチャーズ）                                                                                             |
| 2008 | オー!マイ・ゴースト Ghost Town                                                               | 実写           | （パラマウント・ピクチャーズ）                                                                                             |
| 2008 | イーグル・アイ Eagle Eye                                                                     | 実写           | （パラマウント・ピクチャーズ）                                                                                             |
| 2008 | マダガスカル2 Madagascar 2: The Lost Island                                                  | アニメーション | （パラマウント・ピクチャーズを通しての配給のみ、共同製作：ドリームワークス・アニメーション）                               |
| 2008 | レボリューショナリー・ロード/燃え尽きるまで Revolutionary Road                               | 実写           | （パラマウント・ピクチャーズ）                                                                                             |
| 2009 | ホテル・バディーズ ワンちゃん救出大作戦 Hotel for Dogs                                       | 実写           | （パラマウント・ピクチャーズ、ニコロデオン・ムービーズ）                                                                   |
| 2009 | ゲスト The Uninvited                                                                         | 実写           | （パラマウント・ピクチャーズ）                                                                                             |
| 2009 | 40男のバージンロード I Love You, Man                                                         | 実写           | |
| 2009 | モンスターVSエイリアン Monsters vs. Aliens                                                   | アニメーション | （パラマウント・ピクチャーズを通しての配給のみ、共同製作：ドリームワークス・アニメーション）                               |
| 2009 | 路上のソリスト The Soloist                                                                   | 実写           | （パラマウント・ピクチャーズ、ユニバーサル・ピクチャーズ）                                                                 |
| 2009 | トランスフォーマー: リベンジ Transformers: Revenge of the Fallen                             | 実写           | （パラマウント・ピクチャーズ）                                                                                             |
| 2009 | マイレージ、マイライフ Up in the Air                                                         | 実写           | （パラマウント・ピクチャーズ）                                                                                             |
| 2009 | ラブリーボーン The Lovely Bones                                                              | 実写           | （パラマウント・ピクチャーズ）                                                                                             |
| 2010 | ある日モテ期がやってきた She's Out of My League                                              | 実写           | （パラマウント・ピクチャーズ）                                                                                             |
| 2010 | ヒックとドラゴン How to Train Your Dragon                                                    | アニメーション | （パラマウント・ピクチャーズを通しての配給のみ、共同製作：ドリームワークス・アニメーション）                               |
| 2010 | シュレック フォーエバー Shrek Forever After                                                  | アニメーション | （パラマウント・ピクチャーズを通しての配給のみ、共同製作：ドリームワークス・アニメーション）                               |
| 2010 | メガマインド Megamind                                                                        | アニメーション | （パラマウント・ピクチャーズを通しての配給のみ、共同製作：ドリームワークス・アニメーション）                               |
| 2010 | ミート・ザ・ペアレンツ3 Little Fockers                                                       | 実写           | （ユニバーサル・ピクチャーズ、パラマウント・ピクチャーズ）                                                                 |
| 2011 | 抱きたいカンケイ No Strings Attached                                                         | 実写           | （パラマウント・ピクチャーズ）                                                                                             |
| 2011 | カンフー・パンダ2 Kung Fu Panda 2                                                            | アニメーション | （パラマウント・ピクチャーズを通しての配給のみ、共同製作：ドリームワークス・アニメーション）                               |
| 2011 | 長ぐつをはいたネコ Puss in Boots                                                             | アニメーション | （パラマウント・ピクチャーズを通しての配給のみ、共同製作：ドリームワークス・アニメーション）                               |
| 2012 | ジャックはしゃべれま1,000 A Thousand Words                                                   | 実写           | （パラマウント・ピクチャーズ）                                                                                             |
| 2012 | マダガスカル3 Madagascar 3: Europe's Most Wanted                                             | アニメーション | （パラマウント・ピクチャーズを通しての配給のみ、共同製作：ドリームワークス・アニメーション）                               |
| 2012 | リンカーン Lincoln                                                                           | 実写           | （20世紀フォックス） |
| 2012 | ガーディアンズ 伝説の勇者たち Rise of the Guardians                                          | アニメーション | （パラマウント・ピクチャーズを通しての配給のみ、共同製作：ドリームワークス・アニメーション）                               |
| 2013 | クルードさんちのはじめての冒険 The Croods                                                    | アニメーション | （20世紀フォックス） |
| 2013 | ターボ Turbo                                                                                 | アニメーション | （20世紀フォックス） |
| 2014 | 天才犬ピーボ博士のタイムトラベル Mr. Peabody & Sherman                                       | アニメーション | （20世紀フォックス） |
| 2014 | ヒックとドラゴン2 How to Train Your Dragon 2                                                 | アニメーション | （20世紀フォックス） |
| 2014 | ペンギンズ FROM マダガスカル ザ・ムービー Penguins of Madagascar                             | アニメーション | （20世紀フォックス） |
| 2015 | ホーム 宇宙人ブーヴのゆかいな大冒険 Home                                                     | アニメーション | （20世紀フォックス） |
| 2015 | ブリッジ・オブ・スパイ Bridge of Spies                                                       | 実写           | （20世紀フォックス） |
| 2016 | カンフー・パンダ3 Kung Fu Panda 3                                                            | アニメーション | （20世紀フォックス） |
| 2016 | トロールズ Trolls                                                                            | アニメーション | （20世紀フォックス） |
| 2017 | ボス・ベイビー The Boss Baby                                                                 | アニメーション | （20世紀フォックス、日本配給：ユニバーサル・ピクチャーズ）                                                                 |
| 2017 | ゴースト・イン・ザ・シェル Ghost in the Shell                                                | 実写           | （パラマウント・ピクチャーズ）                                                                                             |
| 2017 | スーパーヒーロー・パンツマン Captain Underpants: The First Epic Movie                        | アニメーション | （20世紀フォックス） |
| 2017 | ペンタゴン・ペーパーズ/最高機密文書 The Post                                                 | 実写           | （20世紀フォックス、ユニバーサル・ピクチャーズ）                                                                           |
| 2018 | ファースト・マン First Man                                                                   | 実写           | （ユニバーサル・ピクチャーズ）                                                                                             |
| 2018 | マーウェン Welcome to Marwen                                                                 | 実写           | （ユニバーサル・ピクチャーズ）                                                                                             |
| 2019 | ヒックとドラゴン 聖地への冒険 How to Train Your Dragon: The Hidden World                     | アニメーション | （ユニバーサル・ピクチャーズ）                                                                                             |
| 2019 | スノーベイビー Abominable                                                                    | アニメーション | （ユニバーサル・ピクチャーズ）                                                                                             |
| 2019 | 1917 命をかけた伝令 1917                                                                     | 実写           | （ユニバーサル・ピクチャーズ）                                                                                             |
| 2020 | ザ・ターニング The Turning                                                                   | 実写           | （ユニバーサル・ピクチャーズ）                                                                                             |
| 2020 | トロールズ ミュージック★パワー Trolls World Tour                                             | アニメーション | （ユニバーサル・ピクチャーズ）                                                                                             |
| 2020 | シカゴ7裁判 The Trial of the Chicago 7                                                       | 実写           | （配給：Netflix、共同製作：パラマウント・ピクチャーズ）                                                                    |
| 2020 | クルードさんちのあたらしい冒険 The Croods: A New Age                                         | アニメーション | （ユニバーサル・ピクチャーズ）                                                                                             |
| 2021 | OSLO/オスロ Oslo                                                                             | 実写           | （HBO） |
| 2021 | スピリット 未知への冒険 Spirit Untamed                                                       | アニメーション | （ユニバーサル・ピクチャーズ）                                                                                             |
| 2021 | ボス・ベイビー ファミリー・ミッション The Boss Baby: Family Business                         | アニメーション | （ユニバーサル・ピクチャーズ）                                                                                             |
| 2021 | スティルウォーター Stillwater                                                                | 実写           | （フォーカス・フィーチャーズ）                                                                                             |
| 2022 | バッドガイズ The Bad Guys                                                                    | アニメーション | （ユニバーサル・ピクチャーズ）                                                                                             |
| 2022 | Easter Sunday                                                                                | 実写           | （ユニバーサル・ピクチャーズ）                                                                                             |
| 2022 | The Good House                                                                               | 実写           | （ライオンズゲート、ロードサイド・アトラクションズ）                                                                       |
| 2022 | 長ぐつをはいたネコと9つの命 Puss in Boots: The Last Wish                                     | アニメーション | （ユニバーサル・ピクチャーズ）                                                                                             |
| 2023 | ルビー・ギルマン、ティーンエイジ・クラーケン Ruby Gillman, Teenage Kraken                    | アニメーション | （ユニバーサル・ピクチャーズ）                                                                                             |
| 2023 | ドラキュラ/デメテル号最期の航海 The Last Voyage of the Demeter                               | 実写           | （ユニバーサル・ピクチャーズ）                                                                                             |
| 2023 | トロールズ バンド・トゥゲザー Trolls Band Together                                           | アニメーション | （ユニバーサル・ピクチャーズ）                                                                                             |
| 2024 | オリオンと暗闇 Orion and the Dark                                                            | アニメーション | （Netflix） |
| 2024 | カンフー・パンダ 4 伝説のマスター降臨 Kung Fu Panda 4                                        | アニメーション | （ユニバーサル・ピクチャーズ）                                                                                             |
| 2024 | 野生の島のロズ The Wild Robot                                                                | アニメーション | （ユニバーサル・ピクチャーズ）                                                                                             |
| 2024 | セキュリティ・チェック Carry-On                                                              | 実写           | （Netflix） |
| 2025 | ヒックとドラゴン How to Train Your Dragon                                                    | 実写           | （ユニバーサル・ピクチャーズ）                                                                                             |
| 2027 | シュレック5 Shrek 5                                                                          | アニメーション | （ユニバーサル・ピクチャーズ）                                                                                             |